# Liste der Kulturdenkmale in Bärenstein (Altenberg)
Die Liste der Kulturdenkmale in Bärenstein (Altenberg) enthält die Kulturdenkmale im Altenberger Ortsteil Bärenstein. Die Anmerkungen sind zu beachten.
Diese Liste ist eine Teilliste der Liste der Kulturdenkmale in Altenberg.
Diese Liste ist eine Teilliste der Liste der Kulturdenkmale in Sachsen.

## Legende
- Bild: Bild des Kulturdenkmals, ggf. zusätzlich mit einem Link zu weiteren Fotos des Kulturdenkmals im Medienarchiv Wikimedia Commons. Wenn man auf das Kamerasymbol klickt, können Fotos zu Kulturdenkmalen aus dieser Liste hochgeladen werden:
- Bezeichnung: Denkmalgeschützte Objekte und ggf. Bauwerksname des Kulturdenkmals
- Lage: Straßenname und Hausnummer oder Flurstücknummer des Kulturdenkmals. Die Grundsortierung der Liste erfolgt nach dieser Adresse. Der Link (Karte) führt zu verschiedenen Kartendiensten mit der Position des Kulturdenkmals. Fehlt dieser Link, wurden die Koordinaten noch nicht eingetragen. Sind diese bekannt, können sie über ein Tool mit einer Kartenansicht einfach nachgetragen werden. In dieser Kartenansicht sind Kulturdenkmale ohne Koordinaten mit einem roten bzw. orangen Marker dargestellt und können durch Verschieben auf die richtige Position in der Karte mit Koordinaten versehen werden. Kulturdenkmale ohne Bild sind an einem blauen bzw. roten Marker erkennbar.
- Datierung: Baubeginn, Fertigstellung, Datum der Erstnennung oder grobe zeitliche Einordnung entsprechend des Eintrags in der sächsischen Denkmaldatenbank
- Beschreibung: Kurzcharakteristik des Kulturdenkmals entsprechend des Eintrags in der sächsischen Denkmaldatenbank, ggf. ergänzt durch die dort nur selten veröffentlichten Erfassungstexte oder zusätzliche Informationen
- ID: Vom Landesamt für Denkmalpflege Sachsen vergebene, das Kulturdenkmal eindeutig identifizierende Objekt-Nummer. Der Link führt zum PDF-Denkmaldokument des Landesamtes für Denkmalpflege Sachsen. Bei ehemaligen Kulturdenkmalen können die Objektnummern unbekannt sein und deshalb fehlen bzw. die Links von aus der Datenbank entfernten Objektnummern ins Leere führen. Ein ggf. vorhandenes Icon  führt zu den Angaben des Kulturdenkmals bei Wikidata.

## Bärenstein
| Bild                                    | Bezeichnung                                                                                          | Lage                                    | Datierung | Beschreibung | ID       |
| --------------------------------------- | --- | --------------------------------------- | --- | --- | -------- |
|                                         | Denkmalschutzgebiet Bärensteiner Markt                                                               | (Karte)                                 | | Vorschlag eines Denkmalschutzgebietes. Der Ortskern der Stadt Bärenstein ist ein Denkmalschutzgebiet aus geschichtlichen, städtebaulichen und landschaftsprägenden Gründen. | 09278681 |
|                                         | Sachgesamtheitsbestandteil der Sachgesamtheit Müglitztalbahn, Teilabschnitt Altenberg, OT Bärenstein | (Karte)                                 | 1937–1938 (Eisenbahnanlage); 1936 (Eisenbahnwagen); 1937–1938 (Sachgesamtheitsbestandteil)                                           | Sachgesamtheitsbestandteil der Sachgesamtheit Müglitztalbahn, Teilabschnitt Altenberg, OT Bärenstein, mit den Einzeldenkmalen: Haltepunkt Bärenstein mit Anschlussstellwerk Förderverein Müglitztalbahn sowie Reisezugwagen (Einzeldenkmal ID-Nr. 09278692) sowie den Sachgesamtheitsteilen: Brücke Bielebach (km 24,255), Müglitzbrücke (km 25,842; HSO über NN 428), Anschlussstellwerk Bärensteiner Holzverarbeitung GmbH, Durchlass Werkgraben (km 26,68) und Durchlass Werkgraben (km 27,15) sowie mit dem Gleiskörper. | 09302501 |
| Direkt Bild zu diesem Denkmal hochladen | Steinbogenbrücke                                                                                     | (Karte)                                 | bez. 1850 (Steinbogenbrücke) | Steinbogenbrücke über die Kleine Biela; technikgeschichtlich und verkehrsgeschichtlich von Bedeutung | 09278707 |
| Direkt Bild zu diesem Denkmal hochladen | Carl-Gottlob-Schwenke-Gedenkstein                                                                    | (Karte)                                 | bez. 1837 (Inschrift) | Gedenkstein; ortsgeschichtlich von Bedeutung | 09278708 |
|                                         | Klengel-Denkmal                                                                                      | August-Bebel-Straße (Karte)             | nach 1954 (Denkmal) | Denkmal für den Heimatforscher Arthur Klengel (1881–1954); ortsgeschichtlich von Bedeutung | 09278698 |
| Direkt Bild zu diesem Denkmal hochladen | Scheune                                                                                              | August-Bebel-Straße 2 (Karte)           | Mitte 19. Jh. (Scheune) | Scheune eines Zweiseithofes; eines der wenigen authentischen Objekte der alten Dorfbebauung, baugeschichtlich und ortsbildprägend von Bedeutung | 09278705 |
| Direkt Bild zu diesem Denkmal hochladen | Scheune                                                                                              | August-Bebel-Straße 4 (Karte)           | Mitte 19. Jh. (Scheune) | Scheune; Relikt der alten Ortsstruktur, wirtschaftsgeschichtlich von Bedeutung | 09278706 |
| Direkt Bild zu diesem Denkmal hochladen | Straßenbrücke                                                                                        | August-Bebel-Straße 31 (vor) (Karte)    | 2. Hälfte 19. Jh. (Straßenbrücke) | Steinbogenbrücke über den Dorfbach; baugeschichtlich von Bedeutung | 09278704 |
| Direkt Bild zu diesem Denkmal hochladen | Wohnstallhaus                                                                                        | August-Bebel-Straße 33 (Karte)          | bez. 1838 (Schlussstein) | Wohnstallhaus eines Zweiseithofes; Obergeschoss Fachwerk, baugeschichtlich von Bedeutung | 09278703 |
| Direkt Bild zu diesem Denkmal hochladen | Wohnstallhaus                                                                                        | August-Bebel-Straße 44 (Karte)          | bez. 1841 in Reliefplatte (Wohnstallhaus)                                                                                            | Wohnstallhaus; baugeschichtliche Relevanz, straßenbildprägend von Bedeutung | 09278702 |
| Direkt Bild zu diesem Denkmal hochladen | Scheune                                                                                              | August-Bebel-Straße 54 (Karte)          | 1. Hälfte 19. Jh. (Scheune) | Scheune; straßenbildprägend von Bedeutung | 09278701 |
| Direkt Bild zu diesem Denkmal hochladen | Bauernhaus                                                                                           | August-Bebel-Straße 56 (Karte)          | 1. Hälfte 19. Jh. (Bauernhaus) | Bauernhaus (ohne hinteren Anbau); Obergeschoss Fachwerk, in Aussehen und Fachwerkkonstruktion erhalten, baugeschichtlich und sozialgeschichtlich von Bedeutung | 09278700 |
| Direkt Bild zu diesem Denkmal hochladen | Wohnhaus                                                                                             | Bahnhofstraße 4 (Karte)                 | 1. Hälfte 19. Jh. (Wohnhaus) | Wohnhaus; Obergeschoss Fachwerk, baugeschichtlich und ortsbildprägend von Bedeutung | 09278689 |
| Direkt Bild zu diesem Denkmal hochladen | Wegestein                                                                                            | Bahnhofstraße 13 (Karte)                | 19. Jh. (Wegestein) | Wegestein; verkehrsgeschichtlich von Bedeutung | 09278695 |
| Direkt Bild zu diesem Denkmal hochladen | Wohnhaus                                                                                             | Bahnhofstraße 18 (Karte)                | 1. Hälfte 19. Jh. (Wohnhaus) | Wohnhaus (ohne rückwärtigen Anbau); Obergeschoss Fachwerk, baugeschichtlich von Bedeutung | 09278696 |
| Direkt Bild zu diesem Denkmal hochladen | Häuslerhaus                                                                                          | Bahnhofstraße 24 (Karte)                | wahrscheinlich um 1800 (Häusleranwesen)                                                                                              | Häuslerhaus (ohne Anbau); Obergeschoss Fachwerk, baugeschichtlich von Bedeutung | 09278697 |
| Direkt Bild zu diesem Denkmal hochladen | Wohnhaus                                                                                             | Kalkberg 4 (Karte)                      | um 1800 (Wohnhaus) | Wohnhaus; baugeschichtlich und städtebaulich von Bedeutung | 09278686 |
| Direkt Bild zu diesem Denkmal hochladen | Wohnhaus                                                                                             | Kalkberg 6 (Karte)                      | Kern 17. Jh., später überformt (Stadtgut)                                                                                            | Wohnhaus eines ehemaligen Stadtgutes, mit Heiste; baugeschichtlich und ortsgeschichtlich von Bedeutung | 09278683 |
| Direkt Bild zu diesem Denkmal hochladen | Wasserversorgungs- und Abwasseranlage                                                                | Kalkberg 6 (Karte)                      | bez. 1903 (Wasserversorgungs- und Abwasseranlage)                                                                                    | Wasserhaus eines Hochbehälters; technikgeschichtlich von Bedeutung | 09278682 |
| Direkt Bild zu diesem Denkmal hochladen | Wohnhaus                                                                                             | Kalkberg 9 (Karte)                      | um 1900, Kern wohl Mitte 19. Jh. (Wohnhaus)                                                                                          | Wohnhaus; Fassade mit Zierelementen, städtebaulich von Bedeutung | 09278685 |
| Direkt Bild zu diesem Denkmal hochladen | Wohnhaus                                                                                             | Kalkberg 11 (Karte)                     | um 1900 (Wohnhaus) | Wohnhaus in geschlossener Bebauung; zeittypischer Bau mit Zierelementen, städtebaulich von Bedeutung | 09278684 |
| Direkt Bild zu diesem Denkmal hochladen | Wohnhaus                                                                                             | Kirchgasse 2 (Karte)                    | um 1700, evtl. älter (Wohnhaus) | Wohnhaus; Obergeschoss Fachwerk, dominanter Bestandteil der Marktbebauung, baugeschichtlich und platzbildprägend von Bedeutung | 09278672 |
| Direkt Bild zu diesem Denkmal hochladen | Wohnhaus                                                                                             | Kirchgasse 4 (Karte)                    | 18. Jh. oder älter (Wohnhaus) | Wohnhaus; in Aussehen und Substanz weitgehend original erhalten, baugeschichtlich und städtebaulich von Bedeutung | 09278671 |
| Direkt Bild zu diesem Denkmal hochladen | Wohnhaus                                                                                             | Kirchgasse 6 (Karte)                    | 18. Jh. oder älter (Wohnhaus) | Wohnhaus; baugeschichtlich und städtebaulich von Bedeutung | 09278687 |
| Direkt Bild zu diesem Denkmal hochladen | Portal                                                                                               | Kirchgasse 7 (Karte)                    | bez. 1739 (Portal) | Portalgewände eines Wohnhauses; im Ort singulär und eines der ältesten Gewände, baugeschichtlich von Bedeutung | 09278688 |
| Direkt Bild zu diesem Denkmal hochladen | Wohnhaus                                                                                             | Kirchgasse 8 (Karte)                    | bez. 1857 (Türstock), Kern 18. Jh.                                                                                                   | Wohnhaus in geschlossener Bebauung; Strukturbestandteil der Kernbebauung, baugeschichtlich und städtebaulich von Bedeutung | 09303394 |
| Direkt Bild zu diesem Denkmal hochladen | Wohnhaus                                                                                             | Kirchgasse 10 (Karte)                   | 18. Jh. (Wohnhaus) | Wohnhaus in halboffener Bebauung; Strukturbestandteil der Kernbebauung, baugeschichtlich und städtebaulich von Bedeutung | 09303395 |
|                                         | Ev. Stadtkirche und Kirchhof Bärenstein                                                              | Kirchgasse 11 (Karte)                   | im Kern von 1495 (Kirche); 1738–1740 (Erneuerung nach Bränden); bez. 1741 (Herrschaftsloge); 1741–1743 (Orgelprospekt); 1862 (Orgel) | Kirche mit Kirchenausstattung, Kirchhof (erweitert zum Friedhof) und Einfriedungsmauer sowie Kriegerdenkmal für die Gefallenen des Ersten Weltkrieges und Grabmal Petzold; im Chor der Kirche vier wertvolle Epitaphien, bau- und ortsgeschichtlich sowie künstlerisch von Bedeutung. | 09278661 |
| Direkt Bild zu diesem Denkmal hochladen | Pfarrhaus                                                                                            | Kirchgasse 12 (Karte)                   | 18. Jh. (Pfarrhaus) | Ehem. Pfarrhaus; bau- und ortsgeschichtlich sowie städtebaulich von Bedeutung | 09278680 |
| Weitere Bilder                          | Kursächsische Postmeilensäule                                                                        | Markt (Karte)                           | bez. 1734 (Postdistanzsäule) | Postmeilensäule; Distanzsäule, verkehrs- und regionalgeschichtlich von Bedeutung. | 09278656 |
|                                         | Rathaus                                                                                              | Markt 1 (Karte)                         | am Giebel bez. 1895 (Rathaus) | Rathaus; ortshistorisch und platzbildprägend von Bedeutung | 09278670 |
|                                         | Wohnhaus                                                                                             | Markt 2 (Karte)                         | 1. Hälfte 19. Jh., Kern evtl. älter (Wohnhaus)                                                                                       | Wohnhaus; Bestandteil der historischen Marktbebauung, baugeschichtlich und städtebaulich von Bedeutung | 09278659 |
| Direkt Bild zu diesem Denkmal hochladen | Wohnhaus                                                                                             | Markt 3 (Karte)                         | Kern 18. Jh. (Wohnhaus) | Wohnhaus in halboffener Bebauung; Strukturbestandteil der Kernbebauung, baugeschichtliche und städtebauliche Bedeutung | 09303391 |
| Direkt Bild zu diesem Denkmal hochladen | Wohnhaus                                                                                             | Markt 4 (Karte)                         | 1. Hälfte 19. Jh., Kern älter (Wohnhaus)                                                                                             | Wohnhaus in geschlossener Bebauung; Bestandteil der historischen Marktbebauung, baugeschichtlich und städtebaulich von Bedeutung | 09278660 |
| Direkt Bild zu diesem Denkmal hochladen | Ackerbürgerhaus                                                                                      | Markt 5 (Karte)                         | 18. Jh. (Ackerbürgerhaus) | Ackerbürgerhaus in geschlossener Bebauung; Strukturbestandteil der Kernbebauung, baugeschichtliche und städtebauliche Bedeutung | 09303392 |
| Direkt Bild zu diesem Denkmal hochladen | Ackerbürgerhaus                                                                                      | Markt 6 (Karte)                         | 18. Jh. (Ackerbürgerhaus) | Ackerbürgerhaus in geschlossener Bebauung; Strukturbestandteil der Kernbebauung, baugeschichtliche und städtebauliche Bedeutung | 09303393 |
| Direkt Bild zu diesem Denkmal hochladen | Wohnhaus                                                                                             | Markt 7 (Karte)                         | 2. Hälfte 18. Jh. (Wohnhaus) | Wohnhaus (ehem. Gasthof); Bestandteil der historischen Marktbebauung, städtebaulich, ortsgeschichtlich und platzbildprägend von Bedeutung | 09278662 |
| Direkt Bild zu diesem Denkmal hochladen | Wohnhaus                                                                                             | Markt 10 (Karte)                        | 18. Jh. (Wohnhaus); rückwärtiger Teil bez. 1859 (Wohnhaus)                                                                           | Wohnhaus; im Aussehen original erhalten, städtebaulich und platzbildprägend von Bedeutung | 09278664 |
| Direkt Bild zu diesem Denkmal hochladen | Wohnhaus                                                                                             | Markt 12 (Karte)                        | um 1860 (Wohnhaus) | Wohnhaus in Ecklage (zusammen mit Kalkberg 1); baugeschichtlich und platzbildprägend von Bedeutung | 09278665 |
| Direkt Bild zu diesem Denkmal hochladen | Wohnhaus                                                                                             | Markt 14 (Karte)                        | um 1740 (Wohnhaus) | Wohnhaus; baugeschichtlich und platzbildprägend von Bedeutung | 09278667 |
| Direkt Bild zu diesem Denkmal hochladen | Wohnhaus                                                                                             | Markt 16 (Karte)                        | bez. 1824, Kern älter (Wohnhaus) | Wohnhaus in geschlossener Bebauung; als Teil der Marktplatzbebauung baugeschichtlich, städtebaulich und platzbildprägend von Bedeutung | 09301929 |
| Direkt Bild zu diesem Denkmal hochladen | Wohnhaus                                                                                             | Markt 17 (Karte)                        | um 1820, Kern älter (Wohnhaus) | Wohnhaus in geschlossener Bebauung; als Teil der Marktplatzbebauung baugeschichtlich, städtebaulich und platzbildprägend von Bedeutung | 09301931 |
| Direkt Bild zu diesem Denkmal hochladen | Wohnhaus                                                                                             | Markt 18 (Karte)                        | um 1824, Kern älter (Wohnhaus) | Wohnhaus in geschlossener Bebauung; als Teil der Marktplatzbebauung baugeschichtlich, städtebaulich und platzbildprägend von Bedeutung | 09301932 |
| Direkt Bild zu diesem Denkmal hochladen | Wohnhaus                                                                                             | Markt 19 (Karte)                        | um 1900 (Wohnhaus) | Wohnhaus in geschlossener Bebauung; Bestandteil der historischen Marktbebauung, städtebaulich von Bedeutung | 09278668 |
| Direkt Bild zu diesem Denkmal hochladen | Wohnhaus                                                                                             | Markt 20 (Karte)                        | 1. H. 19. Jh., Kern um 1800 (Wohnhaus)                                                                                               | Wohnhaus in Ecklage und in halboffener Bebauung; in exponierter Ecklage am Markt, städtebaulich von Bedeutung | 09278669 |
|                                         | Altes Rathaus                                                                                        | Markt 21 (Karte)                        | 17. oder 18. Jh. (Rathaus) | Ehemaliges Rathaus, heute Wohnhaus, mit Werkstattanbau; intakte seltenere Fachwerkkonstruktion, baugeschichtlich, ortsgeschichtlich und ortsbildprägend von Bedeutung | 09278657 |
| Direkt Bild zu diesem Denkmal hochladen | Altes Rathaus                                                                                        | Markt 21 (Karte)                        | bez. 1604 (Wohnhaus) | Ehemaliges Rathaus; aus dem frühen 17. Jahrhundert, Veränderungen der 1930er Jahre, entscheidend ortsbildprägend, besondere bau- und ortsgeschichtliche Bedeutung | 09278658 |
| Weitere Bilder                          | Wohnstallhaus                                                                                        | Müglitztalstraße 9 (Karte)              | Schlussstein bez. 1811 (Wohnstallhaus)                                                                                               | Wohnstallhaus (ohne flussseitige Anbauten); Fachwerkkonstruktion erhalten, baugeschichtlich von Bedeutung | 09278710 |
|                                         | Bahnhof Bärenstein (Einzeldenkmal zu ID-Nr. 09302501)                                                | Müglitztalstraße 23 (Karte)             | 1938 (Empfangsgebäude); um 1940 (Güterschuppen); um 1890 (Wasserstation)                                                             | Einzeldenkmale der Sachgesamtheit Müglitztalbahn, Teilabschnitt Altenberg, OT Bärenstein: Bahnhofsgebäude, Weichenhäuschen, Anschlussstellwerk Förderverein Müglitztalbahn und Wasserstation mit Wasserkran sowie der Gleiskörper mit allen übrigen Hochbauten; Bahnhof ortsgeschichtlich und verkehrsgeschichtlich von Bedeutung | 09278692 |
|                                         | Königlich-Sächsische Meilensteine                                                                    | Müglitztalstraße 23 (Karte)             | 19. Jh. (Meilenstein) | Meilenstein; zum Kilometerstein umgearbeitet, verkehrsgeschichtlich von Bedeutung. Meilenstein aus Sandstein, ca. 80 cm hoch, mit rundem Abschluss, „Geising 6 km“; verkehrsgeschichtliche Relevanz. | 09278693 |
|                                         | Gasthof Huthaus                                                                                      | Müglitztalstraße 27 (Karte)             | Kern 1785 entstanden (Gasthaus); 1. Hälfte 19. Jh. (Gasthaus)                                                                        | Ehemaliges Huthaus (ohne seitliche Anbauten); Obergeschoss Fachwerk, orts- und bergbaugeschichtlich von Bedeutung, war von 1785 bis 1864 Hut- und Bethaus | 09278690 |
| Direkt Bild zu diesem Denkmal hochladen | Gedenkstein                                                                                          | Oberer Denkmalweg (Karte)               | bez. 1885 (Gedenkstein) | Gedenkstein; ortsgeschichtlich von Bedeutung | 09278709 |
| Weitere Bilder                          | Sachgesamtheit Rittergut und Schloss Bärenstein                                                      | Schloßhof 1; 5; 6; 7; 8; 10; 11 (Karte) | 14. Jh. bis 1810 (Schlossanlage) | Sachgesamtheit Rittergut und Schloss Bärenstein mit folgenden Einzeldenkmalen: Herrenhaus (Nr. 11), Torhaus (Nr. 1), ehem. Wirtschaftsgebäude (heute Wohnhaus, Nr. 5–8) und Torbogen sowie Schloss und Einfriedung, dazu Schlosshof mit Pavillon, Schlossgarten, Terrassen und Allee (Gartendenkmale); baugeschichtlich, geschichtlich und landschaftsgestaltend von Bedeutung | 09301358 |
| Direkt Bild zu diesem Denkmal hochladen | Rittergut und Schloss Bärenstein (Einzeldenkmale zu ID-Nr. 09301358)                                 | Schloßhof 1; 5; 6; 7; 8; 11 (Karte)     | 18. Jh. (Herrenhaus); um 1800 (Wirtschaftsgebäude); um 1900 (Torhaus)                                                                | Einzeldenkmale der Sachgesamtheit Rittergut und Schloss Bärenstein: Herrenhaus (Nr. 11), Torhaus (Nr. 1), und ehem. Wirtschaftsgebäude (heute Wohnhaus, Nr. 5–8) sowie Torbogen; ortsgeschichtlich von Bedeutung | 09278674 |
| Weitere Bilder                          | Rittergut und Schloss Bärenstein (Einzeldenkmale zu ID-Nr. 09301358)                                 | Schloßhof 10 (Karte)                    | im Kern 14./15. Jh. (Schloss) | Einzeldenkmale der Sachgesamtheit Rittergut und Schloss Bärenstein: Schloss und Einfriedung; baugeschichtlich, kunsthistorisch, ortsgeschichtlich und landschaftsgestaltend von Bedeutung | 09278673 |
| Direkt Bild zu diesem Denkmal hochladen | Wohnhaus                                                                                             | Schloßstraße 2 (Karte)                  | Türgewände bez. 1836 (Wohnhaus) | Wohnhaus; im Aussehen weitgehend original erhalten, baugeschichtlich und städtebaulich von Bedeutung | 09278679 |
| Direkt Bild zu diesem Denkmal hochladen | Wohnhaus                                                                                             | Schloßstraße 3 (Karte)                  | 18. Jh. (Wohnhaus) | Wohnhaus; in Kubatur und Fachwerkkonstruktion erhalten, baugeschichtlich und städtebaulich von Bedeutung | 09278678 |
| Direkt Bild zu diesem Denkmal hochladen | Wohnhaus                                                                                             | Schloßstraße 5 (Karte)                  | um 1850, bez. 185. (Türstock) | Wohnhaus; weitgehend original erhalten, baugeschichtlich und städtebaulich von Bedeutung | 09278677 |

## Ausführliche Denkmaltexte
1. ↑  Die Stadt Bärenstein, um 1500 erstmals erwähnt, erfuhr ihre Gründung im Zusammenhang mit der etwa 200 Jahre älteren Burg derer von Bernstein (Namensgebung). Der Markt, notwendig geworden durch die Abspaltung Bärensteins von Altenberg und Geising, liegt landschaftlich eingebunden in einer Mulde, die in das Wegesystem zwischen der auf einem Felssporn über dem Tal der Müglitz liegenden Burg (später Schloss) und dem (ebenfalls älteren) Waldhufendorf in einem Seitental eingebunden ist. Das Denkmalschutzgebiet mit organisch gewachsener Bausubstanz umfasst die Grundstücke der den Marktplatz begrenzenden Gebäude sowie Teile der Ausfallstraßen Schloßstraße, Kalkberg, Bahnhofstraße und Kirchgasse. Die Kirche mit dem Friedhof bildet optisch das Bindeglied zwischen der dörflichen und der städtischen Siedlung. Durch die Kirchgasse wirkt sie mit ihrem Turm als vertikaler Akzent im Marktbild. Der nicht ganz rechteckige Marktplatz, ohne gerade Linien, von ca. 125x 75 m ist von schlichten zweigeschossigen Häusern, teils Ackerbürgerhäusern, in geschlossener Bebauung umgeben. Das Verhältnis von geringer Bebauungshöhe und der Platzfläche ist typisch für einen ländlichen Marktplatz. Dominanten sind das alte Brauhaus  mit seinem mächtigen Walmdach und seiner aufwändigen Fachwerkkonstruktion vom Beginn des 17. Jahrhunderts, sowie das hoch gelegene, am Schnittpunkt von Schloss- und Bahnhofstraße befindliche historistische neue Rathaus. Die übrigen Häuser stammen in ihrem äußeren Erscheinungsbild aus dem späten 18. und frühen 19. Jahrhundert, wie mehrere Schlusssteine der korbbogigen Hauseingänge nahelegen. In ihrem Inneren sind vielfach noch ältere Bauzustände (Nrn. 3–6) anzutreffen. Auch Bauten des weiteren 19. Jahrhunderts fügen sich trotz etwas größerer Kubaturen gut in die seit der Gründung (wegen bescheiden gebliebener wirtschaftlicher Verhältnisse) gestaltlich kaum veränderte Struktur ein. Die glatten Putzfassaden verbergen zum Teil noch Fachwerkobergeschosse. Charakteristisch sind auch die Sandsteingewände der Öffnungen und die schiefergedeckten Dächer, die sowohl als Sattel- als auch als Walm- und Mansarddächer vorkommen (LfD/2011).
2. ↑  Sachgesamtheit mit Hochbauten und Ingenieurbauten sowie den erhaltenen Zeugnissen der alten  Schmalspurbahn in den Gemeinden Heidenau, Dohna (OT Dohna, OT Köttewitz), OT Müglitztal (OT Weesenstein), OT Burkhardswalde, OT  Mühlbach, Liebstadt (OT Großröhrsdorf), Glashütte, OT Schlottwitz, OT Bärenhecke, OT Cunnersdorf, OT Neudörfel, OT Dittersdorf und Altenberg (OT Bärenstein), OT Lauenstein und OT Geising – singuläre Anlage von überregionaler geschichtlicher Bedeutung.
3. ↑  Ev. Stadtkirche, 1495 erbaute Saalkirche, davon erhalten die Umfassungswände und das Chorgewölbe, 1738–1740 nach mehreren Bränden vor allem im Innern erneuert. Nahezu quadratischer Saal mit Rundbogenfenstern, stark eingezogenem zweijochigem Chor mit Kreuzrippengewölbe, Spitzbogenfenstern und 3/8-Schluss; quadratischer Nordturm. Flach gedeckter Innenraum mit Emporen an drei Seiten, im Westen zusätzlich Orgelempore, Prospekt von Johann Ernst Hähnel 1741–1743, Orgelwerk von Kohl 1862; an der Nordseite zweigeschossige Herrschaftsloge; im Chor drei bedeutende, gut erhaltene Epitaphien, die verstorbene Bärensteiner Grundherren in Rüstung zeigen: Waltzig von Bernstein (gest. 1492), dat. 1522, Christoph von Bernstein, gest. 1534, Caspar von Bernstein, gest. 1612, sowie freistehend Hans Heinrich von Schönberg, gest. 1703. Der Kirchhof (erweitert zum Friedhof) mit Bruchstein-Einfriedungsmauer mit Sandsteinabdeckplatten, Tore mit schmiedeeisernen Torflügeln; für Grabreihen terrassiertes, nach SW ansteigendes Gelände mit Rampenweg; Kriegerdenkmal Erster Weltkrieg: bedachter Monolith auf Podest mit Hainbuchenhecke, klassizistisches Grabmal Christiane Dorothea Petzold (1799–1875); städtebaulich kulminiert mit dem Kirchturm das besondere Stadtbild, die Kirche von bau- und ortsgeschichtlicher, die Bildnisgrabsteine von hoher künstlerischer Bedeutung (LFD/2011).
4. ↑  Im Jahre 1722 begann man im Kurfürstentum Sachsen mit der Aufstellung der Kursächsischen Postmeilensäulen. Kurfürst Friedrich August I. wollte hierdurch ein zeitgemäßes Verkehrs- und Transportleitsystem im Kurfürstentum aufbauen, um Handel und Wirtschaft zu fördern. Er beauftragte mit Generalvollmacht Magister Adam Friedrich Zürner (1679–1742) mit der Durchführung. Das System der Postmeilensäulen umfasste Distanzsäulen, Viertelmeilensteine, Halb- und Ganzmeilensäulen. Die Distanzsäulen sollten in den Städten vor den Stadttoren, später nur auf den Marktplätzen aufgestellt werden. Entlang der Poststraßen wurden Viertelmeilensteine, Halb- und Ganzmeilensäulen aufgestellt. Sie erhielten eine fortlaufende Nummerierung (Reihennummer), beginnend vom Anfang der Vermessung. Die Ganzmeilensäulen wurden außerhalb der Städte an den Poststraßen im Abstand von 1 Meile (= 9,062 km) aufgestellt. Die Distanzsäulen waren mit dem Monogramm „AR“ für „Augustus Rex“, dem kursächsisch und polnisch-litauischen Doppelwappen sowie der polnischen Königskrone gekennzeichnet. Die Ganzmeilen-, Halbmeilensäulen und Viertelmeilensteine waren alle ähnlich beschriftet, alle trugen kein Wappen, aber das Monogramm „AR“. Die Entfernungsangaben erfolgten in Wegestunden (1 Stunde= ½ Postmeile = 4,531 km). Dieses Meilensystem war das erste europäische Verkehrsleitsystem. Der hier betrachteten Säule kommt als Teil des überregional bedeutenden Postwegesystems eine hohe verkehrsgeschichtliche Bedeutung zu.